# Tegotettix corniculatus
Tegotettix corniculatus är en insektsart som först beskrevs av Carl Stål 1877.  Tegotettix corniculatus ingår i släktet Tegotettix och familjen torngräshoppor. Inga underarter finns listade i Catalogue of Life.